# Monarker
Monarker (Monarchidae) är en familj med tättingar som omfattar monarker, paradismonarker, kroknäbbar och skatlärkor. Familjens taxonomi har efter DNA-studier genomgått flera förändringar så att många av de arter som idag utgör familjen placerades tidigare i andra grupper, främst baserat på morfologi och ekologi, och vice versa.
Monarkerna är små insektsätande sångfåglar med lång stjärt. De bebor främst skogsområden i subsahariska Afrika, Sydostasien, Australasien och på öar i Stilla havet. Endast ett fåtal är flyttfåglar. Många av arterna klär sina skålformiga bon med lavar.

## Utseende
Monarkerna är en familj med tättingar som uppvisar stor mångfald och alla förekommer i skogsbiotoper förutom skatlärkorna (Grallina). De flesta arterna är smala med breda näbbar. Näbbarna hos vissa arter är mycket kraftiga som inom släktet Clytorhynchus som använder näbbarna för att födosöka i dött trä. Fjäderdräkterna varierar från dova färger, som den nästan helt enfärgade svartmonarken (Symposiachrus axillaris), till mer spektakulära fjäderdräkter som hos guldmonarken (Carterornis chrysomela). Deras stjärt är generellt lång och till och med extremt lång, som hos paradismonarkerna i släktet Terpsiphone. 
Skillnader i fjäderdräkt och utseende mellan könen kan vara subtil som hos melaleucamonark (Myiagra nana), där honan är identisk med hanen utöver en lätt mattgul ton på bröstet, eller också förekommer ingen sexuell dimorfism alls som hos tahitimonark (Pomarea nigra). Andra uppvisar istället stor skillnad mellan könen som chuukmonarken (Metabolus rugensis) där hanen nästan är helt vit och honan helt svart. Hos vissa arter, som exempelvis madagaskarparadismonark (Terpsiphone mutata), uppvisar hanen två eller fler, olika färgmorfer.

## Utbredning, habitat och flyttrörelser

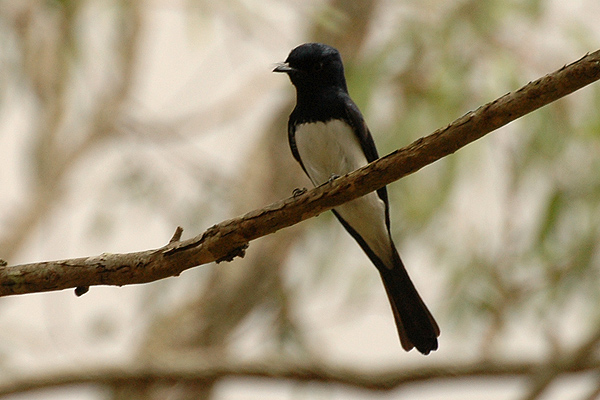
Satängmonark (Myiagra cyanoleuca) skiljer sig från övriga arter inom familjen då hela populationen är flyttfåglar som häckar i södra Australien och övervintrar i norra Australien och på Nya Guinea.

Monarkerna förekommer främst i Gamla världen. I de västligaste utbredningsområdena förekommer den över subsahariska Afrika, på Madagaskar och på öar i tropiska Indiska Oceanen. De förekommer också i södra Asien och Sydostasien, så långt norr ut som Japan, och söderut till Nya Guinea och över merparten av  Australien. Familjen förekommer också på ett flertal öar i Stilla havet, och flera endemiska släkten förekommer i Mikronesien, Melanesien och Polynesien, så lång som till Hawaii och Marquesasöarna.
Paradismonarkerna i släktet Terpsiphone har det största utbredningsområdet av alla monarker och förekommer över nästan hela subsahariska Afrika , på Madagaskar, Maskarenerna och Seychellerna, södra och östra Asien, Sydostasien så långt som till Korea, Filippinerna och Mindre Sundaöarna. Släktet Trochocercus förekommer enbart i Afrika medan släktet Hypothymis bara förekommer i Asien. Övriga släkten förekommer främst i Australiska och Oceaniska regionen. Vissa släkten är monotypiska och endemiska för stillahavsöar som chuukmonark (Metabolus) på den mikronesiska ön Chuuk och vanuatumonark (Neolalage) som bara förekommer på ön Vanuatu. Andra stillahavssläkten är Clytorhynchus och Mayrornis, som båda två förekommer i Melanesien och västra Polynesien, och Pomarea som bara finns i Polynesien.
Majoriteten lever i skogsbiotoper. Arter som lever i mer öppna skogsområden tenderar att leva högre upp i träden medan arter i tätare skog lever i de mellersta eller nedre regionerna av träden. Andra habitat där familjen förekommer är savann och mangrove, och den marklevande skatlärkan förekommer i de flesta typer av habitat i Australien förutom de torrare ökenområdena. 
Merparten av monarkerna är stannfåglar, några är partiella flyttfåglar medan en art, satängmonark (Myiagra cyanoleuca) är en flyttfågel. Japansk paradismonark (Terpsiphone atrocaudata) är också till största delen en flyttfågel, liksom amurparadismonark (T. incei), medan de som häckar i tropikerna är stannfåglar. Afrikansk paradismonark (Terpsiphone viridis) genomför en rad olika flyttningsrörelser i Afrika vars syften inte är kartlagda av vetenskapen.

## Ekologi

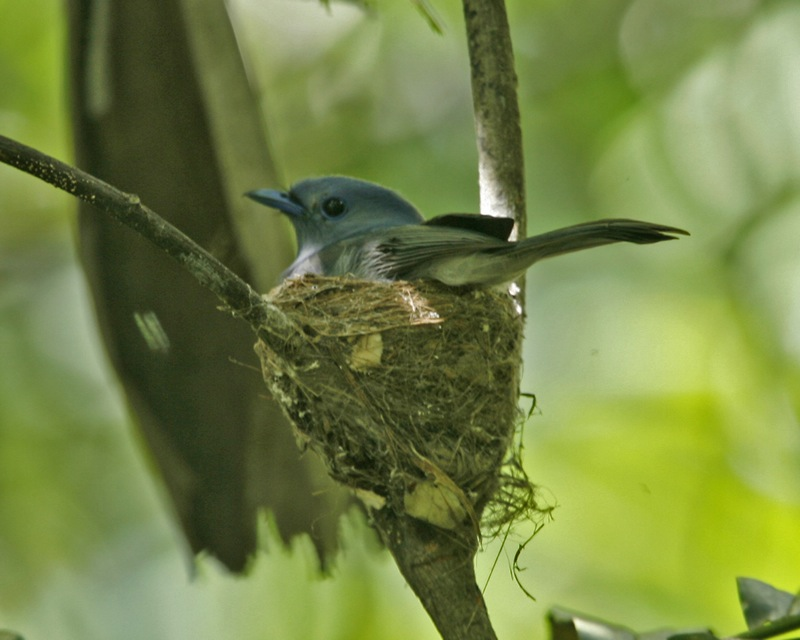
Ruvande hona av månstensmonark (Hypothymis puella).

Monarkerna är medelstora insektsätande tättingar och många av dem fångar sin föda genom upprepade korta, snabba flygturer ifrån en och samma utgångspunkt, då de snappar efter insekter, likt flugsnapparna. Monarkerna är till största delen monogama. Inom vissa arter håller paret ihop under ett år, som afrikansk paradismonark (Terpsiphone viridis), medan andra håller ihop hela livet som monarkerna inom släktet Chasiempis. 
Vetenskapen känner bara till tre arter som ägnar sig åt kooperativ häckning, men för många arter saknas det fortfarande studier. Generellt är det territoriella, och försvara ett revir på cirka två hektar, men ett antal arter samlar sina bon mycket tätare. Boplatsen kan också placeras i närheten av bon med andra aggressiva fågelarter, som exempelvis blågrå monark (Myiagra rubecula) som placerar sitt bo i närheten av den aggressiva skränmunkskatan (Philemon corniculatus). Monarkerna i sin tur försvarar ofta sina bon mycket aggressivt. Alla arter bygger skålformiga bon som de placerar på en gren eller i en grenklyka. Många klär boet med lavar och flera arter bygger iögonfallande bon.

## Systematik
Många av de cirka 140 arterna som utgör familjen placerades tidigare i andra grupper, främst beroende på morfologi och ekologi. Exempelvis placerades skatlärkan tidigare i samma familj som kidnapparfågeln (Corcorax melanorhamphos) eftersom båda använder lera när de bygger sina bon. Å andra sidan förs ett antal arter som tidigare behandlats som monarker till helt andra familjer, bland annat spretstjärtar i Erythrocercus till cettior alternativt i egen familj och elminior till familjen feflugsnappare.
Resultat ifrån studier med DNA-DNA hybridisering av Sibley och hans medarbetare i slutet av 1900-talet indikerade att en grupp med fåglar som tidigare inte behandlats som närbesläktade faktiskt hade en gemensam förfader - en kråklik fågel som också skulle vara förfader till drongorna. Utifrån dessa resultat har gruppen behandlats som en underfamilj inom familjen Dicruridae, tillsammans med drongor och solfjäderstjärtar. Senare studier har placerat drongor i familjen Dicruridae, solfjäderstjärtarna i familjen Rhipiduridae och monarkerna i den egna familjen Monarchidae.
Senare har grupperingen förfinats något och monarkerna placerats numera i en grupp tillsammans med kråkfåglar, törnskator, solfjäderstjärtar, drongor, paradisfåglar och murarkråkor (Corcoracidae).

## Släkten i familjen
Indelning baserad på International Ornithological Congress:
- Underfamilj Terpsiphoninae

- - Släkte Hypothymis – fyra arter
  - Släkte Trochocercus – två arter

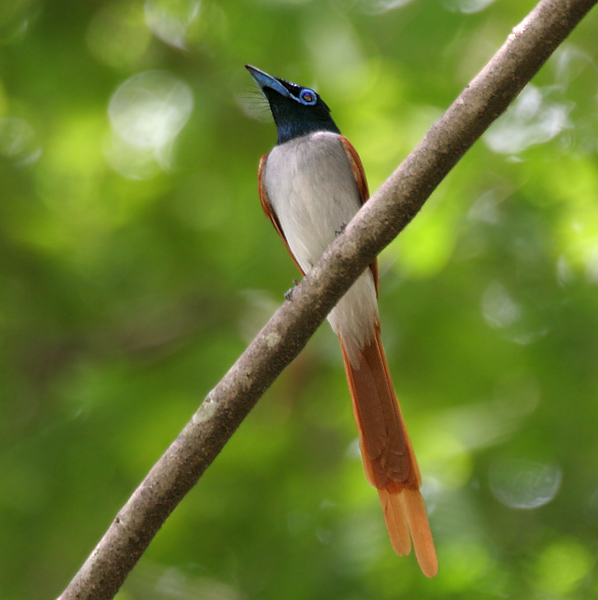
Hane av indisk paradismonark (Terpsiphone paradisi) vid Ananthagiri Hills, i Ranga Reddy i Andhra Pradesh, Indien.

  - Släkte Terpsiphone – typiska paradismonarker, 17 arter

- Underfamilj Monarchinae
  - Släkte Chasiempis – tre arter

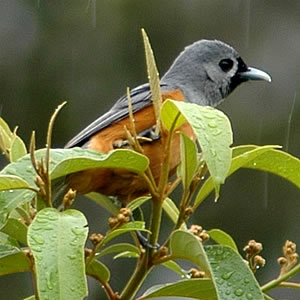
Glasögonmonark (Monarcha melanopsis).

  - Släkte Pomarea – nio arter, varav tre utdöda
  - Släkte Mayrornis – tre arter
  - Släkte Neolalage – vanuatumonark
  - Släkte Clytorhynchus – fem arter kroknäbbar
  - Släkte Metabolus – chuukmonark
  - Släkte Symposiachrus – 24 arter, tidigare i Monarcha
  - Släkte Monarcha – sju arter, inkluderade tidigare Symposiachrus
  - Släkte Carterornis – fyra arter
  - Släkte Arses – fyra arter
  - Släkte Grallina – två arter skatlärkor
  - Släkte Myiagra – 21 arter, varav en utdöd